# Christiaan III Maurits van Saksen-Merseburg
Christiaan III Maurits van Saksen-Merseburg (Merseburg, 7 november 1680 - aldaar, 14 november 1694) was van oktober 1694 tot aan zijn dood hertog van Saksen-Merseburg. Hij behoorde tot de Albertijnse linie van het huis Wettin.

## Levensloop
Christiaan III Maurits was de oudste zoon van hertog Christiaan II van Saksen-Merseburg en Erdmuthe Dorothea, dochter van hertog Maurits van Saksen-Zeitz.
Na de dood van zijn vader in oktober 1694 erfde hij op dertienjarige leeftijd het hertogdom Saksen-Merseburg. Wegens zijn minderjarigheid werd hij onder het regentschap geplaatst van keurvorst Frederik August I van Saksen. Zijn moeder Erdmuthe Dorothea oefende de voogdij over hem uit en speelde ook een belangrijke rol in de regering van het hertogdom.
Christiaan Maurits was slechts 25 dagen hertog van Saksen-Merseburg, omdat hij op 14 november 1694, een week na zijn 14de verjaardag, overleed aan de pokken. Hij werd bijgezet in de Dom van Merseburg. Door zijn jonge leeftijd was hij ongehuwd gebleven en werd hij opgevolgd door zijn jongere broer Maurits Willem.